# Pagar Dewa (Tanjung Agung)
Pagar Dewa is een bestuurslaag in het regentschap Muara Enim van de provincie Zuid-Sumatra, Indonesië. Pagar Dewa telt 1357 inwoners (volkstelling 2010).